# Vajda László (jogász)
Sósmezei Vajda László (Sósmező, 1784. – Kolozsvár, 1834. május 9.) jogakadémiai tanár.

## Élete
Kormányszéki fogalmazó, majd titkár volt Erdélyben, Belső-Szolnok vármegyének táblabírája és egyszersmind a kolozsvári királyi líceumban a hazai és büntető törvényeknek több évig (1817-1824) volt tanára. Meghalt 1834. május 9-én Kolozsváron 54. évében. Erdélyi jogtörténeti kutatásai úttörőnek számítanak.

## Munkái
- Dictiones duae, quarum priorem die 21. Februarii 1817. dum ad supplendam juris patrii ac crim. in lyceo Claudiopolitani per interventam medio tempore mortem Dni Winkler in vacantam recidentem cathedram admoveretur; posteriorem verio die 3. Augusti ejusdem anni terminatis praelectionibus... dixit. Claudiopoli, 1817.
- Dictiones quinque quas in auditorio facultatis juridicae lycei regii Claudiopolitani diversis occasionibus auditoribus suis dixit. M.-Varadini, 1823.
- Az erdélyi polgári magános törvényekkel való esmeretségek három könyve. Kolozsvár, 1830. Négy kötet.
- Az erdélyi polgári magános törvények historiaja. Irta... Kolosváron 1824-ben. Uo. 1830. Online
- Synopsis historiae juris Transilvanici in usum auditorium suorum anno 1826. Uo. 1830.